# Classe Yorktown

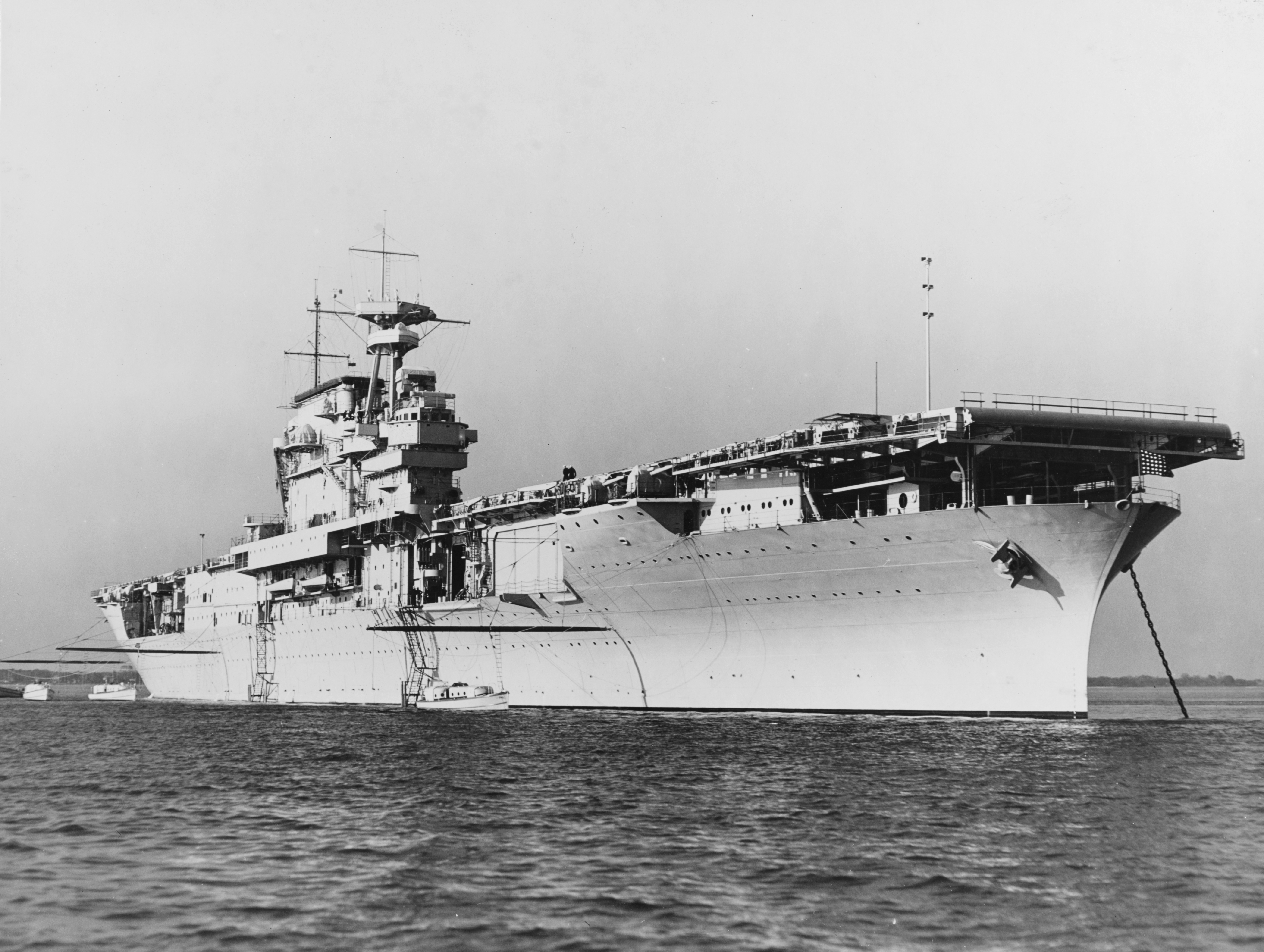
USS Yorktown (CV-5) (1937).

A Classe Yorktown identifica um grupo de porta-aviões da Marinha dos Estados Unidos.

## História
A classe Yorktown é composta de 3 navios de guerra: USS Yorktown (CV-5), USS Enterprise (CV-6) e USS Hornet (CV-8).
Estes porta-aviões, ao contrário dos projetos contemporâneos, eram dotados de hangar aberto, o que aumentava a quantidade de aviões transportados.
Os três navios participaram da Batalha de Midway e seus bombardeiros de mergulho foram os principais responsáveis pela derrota do Império do Japão, que perdeu nesta batalha 4 porta-aviões, 2 cruzadores e aproximadamente 2 500 homens.
O USS Enterprise (CV-6) foi o único da classe a sobreviver até o final da guerra, tendo participado de todas as batalhas aero-navais no Pacífico, exceto a Batalha do Mar de Coral. O USS Yorktown (CV-5) foi afundado por torpedos japoneses em 2 de Outubro de 1942 na Batalha de Midway. O USS Hornet (CV-8) foi afundado em 27 de Outubro de 1942 em consequência dos danos sofridos na Batalha das Ilhas Santa Cruz.

## Navios na classe
| Navio                 | Construtor                                                            | Batimento de Quilha    | Lançamento             | Comissionamento        | Fatalidade                                                           |
| --------------------- | --------------------------------------------------------------------- | ---------------------- | ---------------------- | ---------------------- | -------------------------------------------------------------------- |
| USS Yorktown (CV-5)   | Newport News Shipbuilding and Drydock Company, Newport News, Virgínia | 21 de maio de 1934     | 4 de abril de 1936     | 30 de setembro de 1937 | Afundado por submarino seguido de ataque aéreo em 6 de junho de 1942 |
| USS Enterprise (CV-6) | Newport News Shipbuilding and Drydock Company, Newport News, Virgínia | 16 de julho de 1934    | 3 de outubro de 1936   | 2 de maio de 1938      | Desmanchado em Kearny (Nova Jérsei) em 1958                          |
| USS Hornet (CV-8)     | Newport News Shipbuilding and Drydock Company, Newport News, Virgínia | 25 de setembro de 1939 | 14 de dezembro de 1940 | 20 de outubro de 1941  | Afundado por ataque aéreo em 27 de outubro de 1942                   |

## Especificações
- Comprimento: 246,7 m (total) [1]
- Boca: 33,4 m
- Calado: 7 m
- Deslocamento: 19 576 toneladas (padrão) / 25 484 toneladas (plena carga)
- Propulsão: Turbinas a vapor, 4 eixos (120 000 shp)
- Velocidade Máxima: 32,5 nós
- Autonomia: 12 000 mn a 15 nós
- Blindagem: 102 mm (lateral), 76 mm (convés) e 25–76 mm (convés inferior)
- Armamento principal: 8 x 127 mm L/38 duplos instalados no deck de decolagem
- Artilharia antiaérea: 40 x 12.7 mm L/90
- Aviões: 96 aviões
  - Yorktown, maio de 1942

- VF-5: 20 x F4F Wildcat (caça)
- VB-5: 19 x SBD-3 Dauntless (bombardeiro de mergulho)
- VS-5: 19 x SBD-3 Dauntless (bombardeiro de mergulho)
- VT-5: 13 x TBD-1 Devastator (avião bombardeiro-torpedeiro)

- Enterprise, junho de 1944

- VF-10: 31 x F6F-3 Hellcat (caça)
- VFN-101: 3 x F4U-1N Corsair (caça)
- VB-10: 21 x SBD-6 Dauntless (bombardeiro de mergulho)
- VT-10: 14 x TBM-1 Avenger (avião bombardeiro-torpedeiro)

- Tripulação: 227 oficiais/1 990 marinheiros (1941)